# Vijgenskeletteermot
De vijgenskeletteermot (Choreutis nemorana) is een vlinder uit de familie glittermotten (Choreutidae). De wetenschappelijke naam is voor het eerst geldig gepubliceerd in 1799 door Hübner.

## Verspreiding
De soort komt voor in Europa. Oorspronkelijk kwam de mot voor in het Middellandse Zeegebied, maar intussen wordt hij ook waargenomen in de Lage Landen. In België gebeurde dat voor het eerst in 2009, in Nederland in 2016. De soort kan er profiteren van de aanplanting van winterharde vijgenbomen en kan er tot drie generaties per jaar voortbrengen.

## Levenswijze
De mot legt in de lente eitjes op de vijgenboom. De rupsen leven er onder een web, wat de bladeren van de plant wat doet opkrullen. De rupsen eten van de bovenzijde van het blad. Omdat ze de nerven en de onderzijde ongemoeid laten, blijft van het blad een doorzichtig bladskelet over. De Nederlandse naam van het dier verwijst hiernaar. Bij het verpoppen zit de witte cocon meestal aan de onderzijde van een blad.
In de winter overleeft de mot als imago.
De schade aan de plant en haar vruchten die wordt veroorzaakt door de rupsen is veelal beperkt.

## Uiterlijk
De rups is te herkennen aan haar lichtgroene kleur met zwarte stipjes.